# Hymenocallis crassifolia
Hymenocallis crassifolia är en amaryllisväxtart som beskrevs av Herb.. Hymenocallis crassifolia ingår i släktet Hymenocallis och familjen amaryllisväxter. Inga underarter finns listade i Catalogue of Life.